# Reinhold Apiarius
Reinhold Apiarius, född 20 november 1694 i Stockholm, död 23 april 1754, var en svensk ämbetsman.

## Biografi
Reinhold Apiarius föddes 1694 i Stockholm. Han var son till hovrättsadvokaten Johan Joel Apiarius och Maria Poort. Apiarius arbetade som handlande i Västerviks stad och blev 1725 rådman i staden. Han var riksdagsman för borgarståndet vid riksdagen 1734, riksdagen 1738–1739 och riksdagen 1742–1743 och blev politieborgmästare i staden 1745. Apiarius avled 1754.

### Familj
Apiarius gifte sig 1716 med Katarina de Rees. De fick tillsammans barnen klädesfabrikören Hans Reinhold Apiarie (1719–1796) i Stockholm och klädesfabrikören Carl Gustaf Apiarie (1732–1816) i Stockholm.